# 名古屋 - 高岡・砺波線

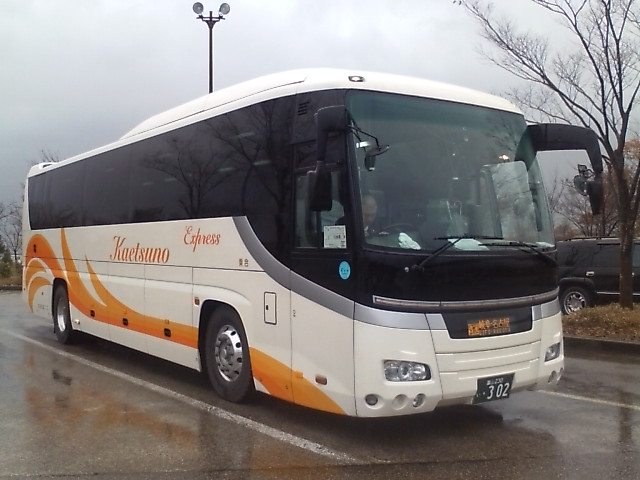
加越能バスの専用車・日野セレガ

名古屋－高岡・砺波線（なごや - たかおか・となみせん）は、愛知県名古屋市と富山県砺波市、高岡市とを東海北陸自動車道などを経由して結ぶ高速バス（昼行）である。かつては富山県氷見市や岐阜県岐阜市内に停車する系統が設定されていた。
運行準備ではイルカ交通など競合他社に後れをとったが、2008年4月10日に先陣を切って加越能バスの単独運行でスタートし、翌月には岐阜バスも参入したが2014年からは加越能バスの単独運行に戻っている。2023年3月31日まで「氷見・高岡 - 岐阜・名古屋線」という路線名で運行していた。
ほぼ全線でイルカ交通が運行するきときとライナーと競合している。

## 運行経路
開業〜2014年3月31日
- 名鉄バスセンター - （名古屋高速道路・国道22号名岐バイパス経由） - 岐阜バスターミナル（名鉄岐阜） - 高速美濃 - （東海北陸自動車道経由） - 城端SA - 砺波駅南 - 砺波市役所前 - （国道156号経由）- 戸出四丁目 - （国道156号経由）- 高岡駅前 - 職業安定所前 - （国道160号経由）- 氷見営業所

2012年12月21日〜2023年3月31日 （2014年4月以降は全便において）※高速美濃は2019年12月1日以降通過
- 名鉄バスセンター - （名古屋高速道路 - 名神高速道路 - 東海北陸自動車道経由） - 高速各務原 - ※高速美濃 - （東海北陸自動車道経由、ひるがの高原SAで途中休憩） - 城端SA - （北陸自動車道経由） -  砺波駅南 - 砺波市役所前 - 戸出四丁目 - イオンモール口 - 高岡駅前 - 加越能バス本社前[3]（ - 氷見営業所 - ひみ番屋街）

2023年4月1日〜 ※城端SAは2024年7月1日からデマンド方式に変更し、予約がある場合のみ停車する。
- 名鉄バスセンター - （名古屋高速道路 - 名神高速道路 - 東海北陸自動車道経由） - 高速各務原 - （東海北陸自動車道経由、ひるがの高原SAで途中休憩） - ※城端SA - （北陸自動車道経由） -  砺波駅南 - 砺波市役所前 - 戸出四丁目 - イオンモール口 - 高岡駅前 - 加越能バス本社前

## 沿革
- 2008年
  - 4月10日 - 加越能バスが1日2往復で運行開始。
  - 5月 - 岐阜バスが参入。
- 2012年12月21日 - 1日3往復に増便。岐阜バスターミナルに寄らない直行便を1往復新設。
- 2013年4月12日 - 1日5往復に増便。直行便が3往復に拡大。
- 2014年4月1日-　全便を直行便に統一して岐阜バスターミナル乗り入れを廃止し、同時に岐阜バスも運行から撤退。なお、岐阜発着の利用者に配慮し、高速各務原発着の利用者に限り、同停留所最寄りの路線バス停留所から名鉄岐阜駅までの片道バス乗車券を配布している[4]。
- 2015年12月1日 - 氷見側の発着を氷見営業所からひみ番屋街に延長。
- 2016年8月10日 - 6往復に増便、イオンモール口バス停を新設。
- 2018年3月17日 - 7往復に増便、路線開設10周年記念キャンペーンを開催。(4月15日まで)
- 2019年12月1日 - 高速美濃バス停に停車しなくなる。
- 2023年4月1日 - 氷見営業所バス停とひみ番屋街バス停を廃止し、全便が加越能バス本社前までの運行となる。あわせて路線名を「高速名古屋－高岡・砺波線」に変更[5]。
- 2024年7月1日 - 城端SAバス停をデマンド方式に変更[6]。

## 運行会社
- 岐阜バス （担当営業所： 美濃営業所、2014年3月まで。）
  - 岐阜バスは富山側での休憩は氷見営業所で実施していた。

- 加越能バス （担当営業所： 高岡営業所）
  - 加越能バスは名古屋では名鉄バス名古屋中央営業所ではなく、洲崎橋にある自社所有の駐車場で車両待機・乗務員休憩を実施している。（但し、運行支援は名鉄バスが担っている。）
  - 2023年3月31日までは氷見営業所が担当していた。

※ 共に日帰りワンマン運行であるが、岐阜バスは途中で乗務員交代を行っていた。

## 使用車両

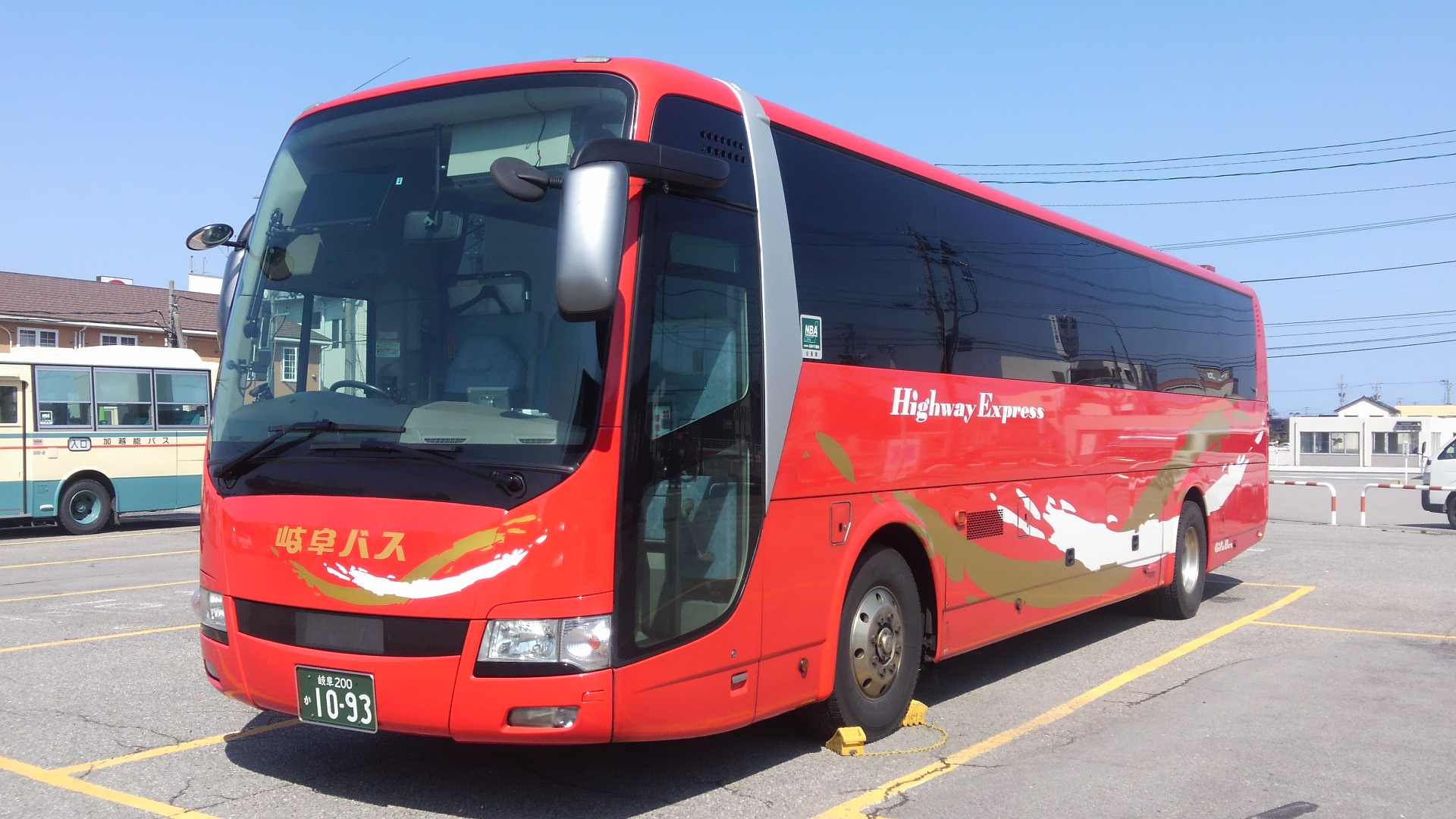
名古屋・岐阜～高岡・氷見線で使用されていた岐阜バスのエアロエース。加越能・氷見営業所で。

### 車両の設備
- ハイデッカー
  - 岐阜バス： 三菱ふそう・エアロエース、三菱ふそう・エアロバス（2014年3月まで）
  - 加越能バス： 日野・セレガ、いすゞ・ガーラ
- トイレ
- 携帯電話充電用コンセントまたはUSBポート
- フリーWiFi
- 毛布

### 車両の特徴
開業以来、両社とも基本的に4列シート車で運行してきたが、2013年春の5往復への増便に伴い、加越能は担当の直行便3往復に夜行便向け3列独立シート車を充当し、岐阜バス撤退ならびに全便直行便化後の2014年4月に全便を3列独立シート車に統一している。その際に、新製時には4列シートで導入されていた1台（日野セレガ）も3列独立シートへ改造、のちに充電用USBポートも設置された。このため、この1台のみトイレの位置が最後部左側となっており、他の車両とは異なっている（他の車両は夜行路線仕様により右側中央床下トイレ＋乗務員仮眠室あり）。

## 運行回数
- 6往復

## 予約システム
ハイウェイバスドットコムでの予約が可能である。また、岐阜乗合自動車での運用は撤退したものの、岐阜バス・高速バス予約センターでも予約が可能である。